# Regionalhymne
Eine Regionalhymne oder Heimatlied ist eine Hymne, vergleichbar einer Nationalhymne, mit der die Menschen innerhalb einer lokal begrenzten Region oder einer Kommune ihre Identität und Heimatgefühl ausdrücken. Meist thematisieren sie verklärend Landschaft und lokale Geschichte. Hymnen von Gliedstaaten werden in Deutschland und Österreich als Landeshymnen, in der Schweiz als Kantonshymnen bezeichnet. Besonders viele Heimatlieder wurden – oft von Pfarrern oder Lehrern – vom Ende des 19. Jahrhunderts bis in die 1960er Jahre verfasst. Im Laufe von Jahrzehnten oder Jahrhunderten hat sich meistens genau ein landestypisches Lied innerhalb eines Gebietes als Hymne etabliert. Im Bewusstsein der Bevölkerung sind Heimatlieder verschieden stark präsent. Einige werden bei Volksfesten und anderen Anlässen oft gesungen, andere wiederum konnten sich nie in größerem Maße durchsetzen.

## Offizieller Status
Im Gegensatz zu Nationalhymnen sind Heimatlieder meist nicht offiziell anerkannt und daher nicht in Gesetzen verankert. Einige der deutschen und österreichischen Landeshymnen (etwa das Bayernlied) haben jedoch offiziellen Charakter.

## Regionalhymnen im deutschen Sprachraum

### Deutschland

#### Bundesländer
In der Bundesrepublik werden gewöhnlich keine offiziellen Landeshymnen verwendet, weswegen es sich meist um Landeslieder handelt. Ausnahmen bilden die Länder Bayern, Hessen und Saarland. Dort sind sie als Staatssymbole durch § 90a StGB geschützt.
| Land                   | Hymne                                                                         | Bemerkung                         |
| ---------------------- | ----------------------------------------------------------------------------- | --------------------------------- |
| Baden-Württemberg      | Lied der Baden-Württemberger (Land der Hügel, Land der Wälder und des Weines) | inoffiziell                       |
| Bayern                 | Bayernhymne                                                                   | offiziell                         |
| Berlin                 | Berliner Luft                                                                 | inoffiziell                       |
| Brandenburg            | Märkische Heide, märkischer Sand                                              | inoffiziell                       |
| Bremen                 | Der Bremer Schlüssel                                                          | inoffiziell                       |
| Hamburg                | Hamburg-Hymne (Stadt Hamburg an der Elbe Auen)                                | inoffiziell                       |
| Hessen                 | Hessenlied                                                                    | offiziell                         |
| Mecklenburg-Vorpommern | Mein Mecklenburg-Vorpommern (Du bist meine Heimat, der Platz, wo ich leb)     | inoffiziell                       |
| Niedersachsen          | Niedersachsenlied                                                             | inoffiziell                       |
| Nordrhein-Westfalen    | Lied für NRW (Hier an Rhein und Ruhr und in Westfalen)                        | inoffiziell                       |
| Rheinland-Pfalz        | –                                                                             | –                                 |
| Saarland               | Saarlandlied                                                                  | offiziell, bis 1957 Nationalhymne |
| Sachsen                | Sachsenlied                                                                   | inoffiziell                       |
| Sachsen-Anhalt         | Lied für Sachsen-Anhalt                                                       | inoffiziell                       |
| Schleswig-Holstein     | Schleswig-Holstein meerumschlungen (Wanke nicht, mein Vaterland)              | inoffiziell                       |
| Thüringen              | Thüringen, holdes Land oder das Rennsteiglied                                 | beide inoffiziell                 |

#### Sonstige Regionen sowie Städte
| Region                        | Hymne                                                                               |
| ----------------------------- | ----------------------------------------------------------------------------------- |
| Aachen                        | Urbs Aquensis (Aachen, Kaiserstadt, Du hehre)                                       |
| Allgäu                        | Oh Allgäu mein, wie schön bist du                                                   |
| Baden                         | Badnerlied                                                                          |
| Bergisches Land               | Bergisches Heimatlied (Wo die Wälder noch rauschen)                                 |
| Biberach an der Riß           | Biberacher Schützenfestlied (Rund um mich her ist alles Freude)                     |
| Bochum                        | Bochum auf dem Album 4630 Bochum (von Herbert Grönemeyer)                           |
| Eichsfeld                     | Eichsfeldlied                                                                       |
| Erzgebirge                    | Weil mr Arzgebirger sei! (Deitsch on frei wolln mr sei!) (von Anton Günther)        |
| Franken                       | Frankenlied                                                                         |
| Hohenzollern                  | Hohenzollernlied                                                                    |
| Hirschfeld (Brandenburg)      | Dort wo vom Berg das Wasser rinnt (von Karl Regensburger)                           |
| Holstein                      | Holsteinerlied                                                                      |
| Jessen (Elster)               | Am Fuße sanfter Berge liegt (von Hosch)                                             |
| Kiel                          | Du mein Kiel (Du mein Kiel am Ostseestrande) Kiel, du Stadt in Deutschlands Norden  |
| Koblenz                       | Schängellied                                                                        |
| Köln                          | Heimweh nach Köln                                                                   |
| Kurpfalz                      | Der Jäger aus Kurpfalz                                                              |
| Kusel                         | Kusellied (von Fritz Wunderlich)                                                    |
| Lippe-Detmold                 | Lippe-Detmold, eine wunderschöne Stadt                                              |
| Lüneburger Heide              | Auf der Lüneburger Heide                                                            |
| Magdeburg                     | Magdeburger Lied                                                                    |
| Mecklenburg                   | Mecklenburglied                                                                     |
| Mecklenburg-Strelitz          | Vandalia                                                                            |
| Memmingen                     | Rings im Kranze (von E.W. Hermann), Schmotz, Schmotz, Dreck auf Dreck               |
| Mosel                         | Mosellied (Im weiten deutschen Lande)                                               |
| München                       | Solang der alte Peter                                                               |
| Münster                       | Münsterlied (Liebe Stadt im Lindenkranze)                                           |
| Neuss                         | Neusser Heimatlied                                                                  |
| Niederbayern                  | Niederbayern-Hymne                                                                  |
| Nordfriesland                 | Gölj – Rüüdj – Ween (Text in vier Sprachen)                                         |
| Oberhausen                    | Oberhausen (von den Missfits)                                                       |
| Odenwald                      | Die Ourewälder                                                                      |
| Oldenburg                     | Heil dir, o Oldenburg!                                                              |
| Ostfriesland                  | In Oostfreesland is’t am besten                                                     |
| Ostwestfalen-Lippe            | Weser(bogen)lied                                                                    |
| Paderborn                     | Das Paderborn-Lied (Paderborn, Paderborn – meine Stadt, ich liebe dich)             |
| Passau                        | Mein Passau                                                                         |
| Pfalz                         | Pfälzer Lied Palzlied                                                               |
| Prignitz                      | Prignitzlied (von Hermann Graebke)                                                  |
| Ravensburg                    | Mein Ravensburg im Schwabenland (von Wilhelm Mayer, 1924)                           |
| Rhön                          | Rhönlied (Ich weiß basaltene Bergeshöhn)                                            |
| Ruhrgebiet                    | Steigerlied (Glück auf, Glück auf, der Steiger kommt)                               |
| Sauerland                     | Sauerlandlied                                                                       |
| Schaumburg                    | Dem Land Schaumburg die Treue                                                       |
| Schwarzbach (Lausitz)         | Von des Waldes grünen Saum bis zur Elsterwelle Schaum (von P. Borrmann)             |
| Siebengebirge                 | Da wo die sieben Berge                                                              |
| Solingen                      | Solingen (Das Lied von meiner Heimatstadt)                                          |
| Spaichingen                   | Spaichinger Narrenmarsch (Wenn in Spaichingen die Zeit der frohen Fasnet ist)       |
| Lausitz                       | Rjana Łužica                                                                        |
| Ibbenbüren/Tecklenburger Land | Steigerlied (Glück auf, Glück auf, der Steiger kommt)                               |
| Trossingen                    | Trossinger Heimatlied (Es tragen die Winde ein Lied in die Welt)                    |
| Twistringen                   | Das Twistringer Lied                                                                |
| Vogtland                      | Vogtland meine Heimat                                                               |
| Vorpommern                    | Pommernlied (Wenn in stiller Stunde …)                                              |
| Waldeck                       | Mein Waldeck                                                                        |
| Warstein                      | Warsteiner Heimatlied (von Karl Stoer, 1928), Die Alte Bank (von Carl Beutin, 1957) |
| Westfalen                     | Westfalenlied                                                                       |
| Westerwald                    | Westerwaldlied                                                                      |
| Wildeshausen                  | Wildeshauser Lied                                                                   |
| Wismar                        | Wismarlied (Perle an der Ostsee)                                                    |
| Württemberg                   | Lied der Württemberger                                                              |

#### Ehemalige deutsche Gebiete
| Region            | Hymne                                                |
| ----------------- | ---------------------------------------------------- |
| Elsass-Lothringen | Elsässisches Fahnenlied                              |
| Danzig            | Für Danzig                                           |
| Masuren           | Masurenlied                                          |
| Namibia           | Südwesterlied                                        |
| Ostpreußen        | Sie sagen all, du bist nicht schön / Ostpreußenlied  |
| Pommern           | Pommernlied (Wenn in stiller Stunde …)               |
| Preußen           | Preußenlied                                          |
| Riesengebirge     | Riesengebirgslied (Blaue Berge, grüne Täler)         |
| Schlesien         | Schlesierlied / (Kehr ich einst zur Heimat wieder …) |
| Westpreußen       | Westpreußenlied                                      |

### Österreich
In Österreich handelt es sich bei den hier angeführten Landeshymnen − mit der Ausnahme Wiens − nicht um „heimliche Hymnen“, sondern diese wurden durch den jeweiligen Landtag offiziell zur Landeshymne erklärt.
| Bundesland       | Hymne                                                   | Bemerkung   |
| ---------------- | ------------------------------------------------------- | ----------- |
| Burgenland       | Mein Heimatvolk, mein Heimatland                        | offiziell   |
| Kärnten          | Kärntner Heimatlied (Dort, wo Tirol an Salzburg grenzt) | offiziell   |
| Niederösterreich | Niederösterreichische Landeshymne                       | offiziell   |
| Oberösterreich   | Hoamatgsang                                             | offiziell   |
| Salzburg         | Salzburger Landeshymne                                  | offiziell   |
| Steiermark       | Dachsteinlied (Hoch vom Dachstein an)                   | offiziell   |
| Tirol            | Andreas-Hofer-Lied (Zu Mantua in Banden)                | offiziell   |
| Vorarlberg       | ’s Ländle, meine Heimat                                 | offiziell   |
| Wien             | Donauwalzer, Radetzkymarsch                             | inoffiziell |

Literatur
- Christoph Janacs, Ludwig Laher, Gerhard Ruiss: O du mein Österreich: (K) eine Lobeshymne. Über die Frage, wer hinter den österreichischen Hymnen steht, Verlag Anton Pustet Salzburg/Salzburger Pressverein, Salzburg 2024, ISBN 978-3-7025-1141-8

### Schweiz
In einigen Kantonen gibt es eine Kantonshymne, die aber meist nicht gesetzlich festgelegt, sondern einfach durch Tradition etabliert ist. La Nouvelle Rauracienne, die Hymne des Kantons Jura, wurde durch einen Beschluss des jurassischen Parlaments vom 21. Juni 1990 zur offiziellen Kantonshymne erhoben, die Walliser Hymne 2016 für offiziell erklärt.

#### Kantone
(Reihenfolge nach Bundesverfassung)
| Kanton                 | Hymne                                                                      |
| ---------------------- | -------------------------------------------------------------------------- |
| Bern                   | Berner Marsch (Träm, träm, trädiridi!)                                     |
| Uri                    | Zoge am Boge de Landamme tanzed                                            |
| Obwalden               | Oh mis liebs Obwaldnerländli (von R. Küchler-Ming)                         |
| Nidwalden              | Zwische See und heeche Bäärge                                              |
| Basel-Stadt            | Baslerlied (Z’ Basel a mym Rhy)                                            |
| Basel-Landschaft       | Baselbieterlied (Vo Schönebuech bis Ammel)                                 |
| Schaffhausen           | Das Munotglöcklein (Auf des Munots altem Turme)                            |
| Appenzell Ausserrhoden | Landsgemeindelied (Ode an Gott)                                            |
| St. Gallen             | Sant Galle isch mis Heimatland                                             |
| Thurgau                | Thurgauerlied (O Thurgau, du Heimat)                                       |
| Tessin                 | Ticinesi son bravi soldati                                                 |
| Waadt                  | Hymne vaudois (franz.: Que dans ces lieux règnent à jamais)                |
| Wallis                 | Walliser Hymne (franz.: Hymne valaisan)                                    |
| Neuenburg              | Hymne neuchâtelois (franz.: Nous sommes les enfants heureux)               |
| Genf                   | Cé qu’è lainô (franz.: Celui qui est en haut)                              |
| Jura                   | La Nouvelle Rauracienne (franz.: Du lac de Bienne aux portes de la France) |

#### Regionen
| Region      | Hymne                                         |
| ----------- | --------------------------------------------- |
| Oberaargau  | Oberaargauerlied (Uf dr Howacht bini gstange) |
| Freiamt     | Mys Freiamt                                   |
| Sensebezirk | Üsers Ländli                                  |
| Leimental   | Leimentaler Lied (Mi Leimetaal)               |

#### Städte
Einigen Musikstücken kommt inoffiziell der Charakter einer Stadthymne zu:
| Stadt        | Hymne                                   |
| ------------ | --------------------------------------- |
| Bern         | Berner Marsch (Träm, träm, trädiridi!)  |
| Solothurn    | Solothurnerlied (’s isch immer eso gsi) |
| Zofingen     | Zofinger Marsch                         |
| Rheinfelden  | Rheinfelder Lied                        |
| Schaffhausen | Blos e chlini Stadt                     |
| Chur         | Churer Stadtlied                        |
| Zürich       | Sechseläutenmarsch                      |

### Südtirol
| Land     | Hymne                 | Bemerkung   |
| -------- | --------------------- | ----------- |
| Südtirol | Südtiroler Heimatlied | inoffiziell |

### Sonstige
| Region                                     | Hymne                               |
| ------------------------------------------ | ----------------------------------- |
| Siebenbürgen                               | Siebenbürgenlied                    |
| Ungarn                                     | Volkshymne der Deutschen in Ungarn  |
| Wolhynien                                  | Wolhynierlied                       |
| Bessarabien                                | Heimatlied der Bessarabiendeutschen |
| Banat                                      | Heil dir Banater Land               |
| Deutsch-Balten (Kurland, Livland, Estland) | Heimatland                          |

## Regionalhymnen im friesischen Sprachraum
| Region            | Hymne                                       |
| ----------------- | ------------------------------------------- |
| Amrum             | Min öömrang lun von Lorenz Conrad Peters    |
| Saterland         | Saterlied                                   |
| Provinz Friesland | De âlde Friezen                             |
| Sylt              | Üüs Söl’ring Lön’                           |
| Nordfriesland     | Gölj – Rüüdj – Ween (Text in vier Sprachen) |

## Regionalhymne im englischen Sprachraum

### Vereinigtes Königreich
| Region                  | Hymne                                                                            |
| ----------------------- | -------------------------------------------------------------------------------- |
| Großbritannien          | Rule, Britannia!, The British Grenadiers                                         |
| England                 | Land of Hope and Glory, And did those feet in ancient time (Jerusalem)           |
| Nordirland              | A Londonderry Air                                                                |
| Schottland              | Flower of Scotland, A Man’s a Man for A’ That, Scotland the Brave, Scots Wha Hae |
| Wales                   | Hen Wlad Fy Nhadau, God Bless the Prince of Wales                                |
| Cornwall                | The Song of the Western Men                                                      |
| St. Helena (Insel)      | My St. Helena Island                                                             |
| Anguilla                | God Bless Anguilla                                                               |
| Bermuda                 | Hail to Bermuda                                                                  |
| Cayman Islands          | Beloved Isle Cayman                                                              |
| Falklandinseln          | Song of the Falklands                                                            |
| Gibraltar               | Gibraltar                                                                        |
| Montserrat              | National Song                                                                    |
| Pitcairninseln          | We From Pitcairn Island                                                          |
| Turks- und Caicosinseln | This Land of Ours                                                                |
| Mull of Kintyre         | Mull of Kintyre                                                                  |

### Kanalinseln
| Region   | Hymne         |
| -------- | ------------- |
| Jersey   | Island Home   |
| Guernsey | Sarnia Cherie |

### Irland
| Region | Hymne        |
| ------ | ------------ |
| Dublin | Molly Malone |

### USA
| Region                       | Hymne                                          |
| ---------------------------- | ---------------------------------------------- |
| Kalifornien                  | I Love You, California                         |
| Montana                      | Hymne von Montana                              |
| Kentucky                     | My Old Kentucky Home                           |
| Colorado                     | Where the Columbines Grow, Rocky Mountain High |
| Hawaii                       | Hawaiʻi ponoʻī                                 |
| Amerikanische Jungferninseln | Virgin Islands March                           |
| Amerikanisch-Samoa           | Amerika Samoa                                  |
| Guam                         | Stand Ye Guamanians                            |
| Nördliche Marianen           | Gi Talo Gi Halom Tasi                          |
| Puerto Rico                  | La Borinqueña, Borinquenlied                   |
| Bikini-Atoll                 | Bikini Anthem                                  |

### Kanada
| Region                   | Hymne                     |
| ------------------------ | ------------------------- |
| Neufundland und Labrador | Ode to Newfoundland       |
| Alberta                  | Alberta                   |
| British Columbia         | British Columbia          |
| Manitoba                 | Manitoba Sounds           |
| New Brunswick            | The Land of New Brunswick |
| Prince Edward Island     | The Island Hymn           |
| Québec                   | Gens du pays              |
| Saskatchewan             | Centennial Song           |
| Yukon                    | Yukon                     |

### Australien
| Region       | Hymne                             |
| ------------ | --------------------------------- |
| Norfolkinsel | Come ye Blessed                   |
| Tasmanien    | All hail the land we love so well |

## Regionalhymnen im keltischen Sprachraum
| Region      | Hymne                                        |
| ----------- | -------------------------------------------- |
| Wales       | Hen Wlad Fy Nhadau (Altes Land meiner Väter) |
| Cornwall    | Bro Goth Agan Tasow                          |
| Bretagne    | Bro gozh ma zadoù                            |
| Isle of Man | Arrane Ashoonagh dy Vannin                   |

## Regionalhymnen im spanischen Sprachraum

### Spanien
| Region                           | Hymne                     |
| -------------------------------- | ------------------------- |
| Autonome Gemeinschaft Baskenland | Eusko Abendaren Ereserkia |
| Katalonien                       | Els Segadors              |

### Venezuela
| Region               | Hymne                     |
| -------------------- | ------------------------- |
| Amazonas (Venezuela) | Himno del Estado Amazonas |
| Anzoátegui           | Hymne von Anzoátegui      |

### Argentinien
| Region     | Hymne                       |
| ---------- | --------------------------- |
| Entre Ríos | Marcha de Entre Ríos        |
| Formosa    | Himno Provincial de Formosa |
| Misiones   | Misionerita                 |
| Neuquén    | Neuquen Trabvun Mapu        |
| Río Negro  | Himno a Río Negro           |

## Regionalhymnen im niederländischen Sprachraum

### Niederlande
| Region            | Hymne                          |
| ----------------- | ------------------------------ |
| Provinz Groningen | Grönnens laid                  |
| Provinz Limburg   | Limburg mijn Vaderland         |
| Provinz Drenthe   | Mijn Drenthe                   |
| Terschelling      | Oan Schylge                    |
| Provinz Flevoland | Waar wij steden doen verrijzen |
| Twente            | Twents volkslied               |

## Landeshymnen in Belgien
| Region             | Hymne                |
| ------------------ | -------------------- |
| Wallonische Region | Le Chant des Wallons |
| Flandern           | De Vlaamse Leeuw     |

## Landeshymnen in Russland
| Region                            | Hymne                                   |
| --------------------------------- | --------------------------------------- |
| Republik Adygeja                  | Hymne der Republik Adygeja              |
| Republik Altai                    | Hymne der Republik Altai                |
| Republik Baschkortostan           | Hymne der Republik Baschkortostan       |
| Republik Burjatien                | Hymne der Republik Burjatien            |
| Republik Chakassien               | Hymne der Republik Chakassien           |
| Republik Dagestan                 | Hymne der Republik Dagestan             |
| Republik Inguschetien             | Hymne der Republik Inguschetien         |
| Republik Kabardino-Balkarien      | Hymne der Republik Kabardino-Balkarien  |
| Republik Kalmückien               | Hymne der Republik Kalmückien           |
| Republik Karatschai-Tscherkessien | Hymne der Karatschai-Tscherkessien      |
| Republik Karelien                 | Hymne der Republik Karelien             |
| Republik Komi                     | Hymne der Republik Komi                 |
| Republik Mari El                  | Hymne der Republik Mari El              |
| Republik Mordwinien               | Hymne der Republik Mordwinien           |
| Republik Nordossetien-Alanien     | Hymne der Republik Nordossetien-Alanien |
| Republik Sacha (Jakutien)         | Hymne der Republik Sacha                |
| Republik Tatarstan                | Tuğan yağım                             |
| Republik Tschetschenien           | Hymne der Republik Tschetschenien       |
| Republik Tschuwaschien            | Hymne der Republik Tschuwaschien        |
| Republik Tuwa                     | Men – Tyva Men                          |
| Republik Udmurtien                | Hymne der Republik Udmurtien            |

## Sonstige
| Staat                                                           | Region                            | Hymne                              |
| --------------------------------------------------------------- | --------------------------------- | ---------------------------------- |
| Schweden                                                        | Värmland                          | Ack Värmeland, du sköna            |
| Finnland                                                        | Åland                             | Ålänningens sång                   |
| Griechenland                                                    | Makedonien (geographische Region) | Berühmtes Makedonien               |
| Portugal                                                        | Madeira                           | Hino da Região Autónoma da Madeira |
| Malaysia                                                        | Sabah                             | Sabah Tanah Airku                  |
| Türkei, Irak (Autonome Region Kurdistan), Syrien (Rojava), Iran | Kurdistan                         | Ey Reqîb                           |
| Syrien                                                          | Rojava                            | Marşa Rojava                       |
| Algerien                                                        | Kabylei                           | Kker A Mmis Umazigh                |
| Angola                                                          | Cabinda                           | Cabinda Pátria Imortal             |
| Israel                                                          | Jerusalem                         | Jerusalem aus Gold                 |